# Clasificación para la Copa Africana de Naciones de 1996
La Clasificación para la Copa Africana de Naciones 1996 contó con la participación de 42 selecciones nacionales afiliadas a la Confederación Africana de Fútbol, y se jugó de setiembre de 1994 a julio de 1995.
Sudáfrica clasificó directamente como el país organizador del evento, mientras Nigeria clasificó directamente como el campeón de la edición anterior.

## Fase de grupos

### Grupo 1
| País        | J | G | E | P | GF | GC | GD | Pts |
| ----------- | - | - | - | - | -- | -- | -- | --- |
| Zaire       | 6 | 3 | 1 | 2 | 10 | 5  | +5 | 7   |
| Camerún     | 6 | 3 | 1 | 2 | 7  | 7  | 0  | 7   |
| Malaui      | 6 | 1 | 3 | 2 | 6  | 7  | -1 | 5   |
| Zimbabue    | 6 | 2 | 1 | 3 | 8  | 12 | -4 | 5   |
| Lesoto      | 0 | 0 | 0 | 0 | 0  | 0  | 0  | 0   |
| Suazilandia | 0 | 0 | 0 | 0 | 0  | 0  | 0  | 0   |

### Detalle de partidos
| 4 de septiembre de 1994 | Zaire              | 1:1 (0:0) | Malaui          | Stade Kamanyola, Kinsasa, Zaire |                                |
|                         | Liombi Essende 80' |           | 85' John Maduka | Árbitro(s): Pierre Mounguengui  | Árbitro(s): Pierre Mounguengui |

| 15 de octubre de 1994 | Malaui                                                       | 3:1 (0:1) | Zimbabue       | Estadio Kamuzu, Blantire, Malaui |                                |
|                       | Hendrix Banda 62' · John Maduka 83' · Albert Mpinganjira 89' |           | 35' Agent Sawu | Asistencia: 8.000 espectadores   | Asistencia: 8.000 espectadores |

| 16 de octubre de 1994 | Camerún            | 1:0 (1:0) | Zaire | Stade de la Reunificación, Duala, Camerún |                                 |
|                       | Georges Mouyémé 2' |           |       | Asistencia: 20.000 espectadores           | Asistencia: 20.000 espectadores |

| 13 de noviembre de 1994 | Zimbabue                           | 2:1 (0:0) | Zaire              | National Sports Stadium, Harare, Zimbabue                     |                                                               |
|                         | Adam Ndlovu 52' · Peter Ndlovu 89' |           | 66' Liombi Essende | Asistencia: 45.000 espectadores Árbitro(s): Christian Chikuka | Asistencia: 45.000 espectadores Árbitro(s): Christian Chikuka |

| 8 de enero de 1995 | Camerún | 0:0 (0:0) | Malaui | Stade de la Reunificación, Douala, Camerún                      |  |
|                    |         |           |        | Asistencia: 25.000 espectadores Árbitro(s): Jean-Fidèle Diramba |  |

| 22 de enero de 1995 | Zimbabue                                        | 4:1 (1:0) | Camerún       | National Sports Stadium, Harare, Zimbabue |                                 |
|                     | Vitalis Takawira 12' 50' 88' · Paul Gundani 47' |           | 83' Hans Agbo | Asistencia: 25.000 espectadores           | Asistencia: 25.000 espectadores |

| 9 de abril de 1995 | Malaui | 0:1 (0:1) | Zaire              | Silver Stadium, Lilongüe, Malaui |                                 |
|                    |        |           | 11' Liombi Essende | Asistencia: 20.000 espectadores  | Asistencia: 20.000 espectadores |

| 23 de abril de 1995 | Zaire                                     | 2:1 (0:0) | Camerún             | Stade Kamanyola, Kinsasa, Zaire                           |                                                           |
|                     | N'Dinga Mbote 75' · Andre Kona N'Gole 82' |           | 68' Georges Mouyémé | Asistencia: 45.000 espectadores Árbitro(s): Kouakou N'Dri | Asistencia: 45.000 espectadores Árbitro(s): Kouakou N'Dri |

| 23 de abril de 1995 | Zimbabue         | 1:1 (1:1) | Malaui            | National Sports Stadium, Harare, Zimbabue |                                 |
|                     | Peter Ndlovu 14' |           | 43' Hendrix Banda | Asistencia: 35.000 espectadores           | Asistencia: 35.000 espectadores |

| 4 de junio de 1995 | Zaire                                                               | 5:0 (3:0) | Zimbabue | Stade Kamanyola, Kinsasa, Zaire |                                 |
|                    | Zola Kiniambi 26' · Nzelo Hervé Lembi 29' 35' 55' · Mpia Lowata 77' |           |          | Asistencia: 50.000 espectadores | Asistencia: 50.000 espectadores |

| 16 de julio de 1995 | Malaui          | 1:3 (0:2) | Camerún                                    | Estadio Kamuzu, Blantire, Malaui |                                 |
|                     | John Maduka 55' |           | 5' Joseph Mbarga · 42' 68' Georges Mouyémé | Asistencia: 25.000 espectadores  | Asistencia: 25.000 espectadores |

| 30 de julio de 1995 | Camerún            | 1:0 (0:0) | Zimbabue | Estadio Ahmadou Ahidjo, Yaundé, Camerún                       |                                                               |
|                     | Augustine Simo 49' |           |          | Asistencia: 90.000 espectadores Árbitro(s): Emmanuel Okoampah | Asistencia: 90.000 espectadores Árbitro(s): Emmanuel Okoampah |

### Grupo 2
| País         | J | G | E | P | GF | GC | GD | Pts |
| ------------ | - | - | - | - | -- | -- | -- | --- |
| Túnez        | 8 | 3 | 4 | 1 | 7  | 2  | +5 | 10  |
| Liberia      | 8 | 3 | 4 | 1 | 6  | 5  | +1 | 10  |
| Senegal      | 8 | 3 | 3 | 2 | 10 | 8  | +2 | 9   |
| Mauritania   | 8 | 1 | 4 | 3 | 3  | 6  | -3 | 6   |
| Togo         | 8 | 1 | 3 | 4 | 5  | 10 | -5 | 5   |
| Guinea-Bisáu | 0 | 0 | 0 | 0 | 0  | 0  | 0  | 0   |

### Detalle de partidos
| 3 de septiembre de 1994 | Senegal | 0:0 (0:0) | Mauritania | Stade de l'Amitié, Dakar, Senegal |  |
|                         |         |           |            | Árbitro(s): Sidi Bekaye Magassa   |  |

| 4 de septiembre de 1994 | Liberia         | 1:0 (1:0) | Togo | Samuel Kanyon Doe, Monrovia, Liberia |  |
|                         | George Weah 42' |           |      |                                      |  |

| 16 de octubre de 1994 | Togo                                  | 2:0 (0:0) | Senegal | Estadio de Kégué, Lomé, Togo                               |                                                            |
|                       | Koffi Fiawoo 50' · Bachirou Salou 73' |           |         | Asistencia: 5.000 espectadores Árbitro(s): Bortey Sulemary | Asistencia: 5.000 espectadores Árbitro(s): Bortey Sulemary |

| 11 de noviembre de 1994 | Mauritania            | 1:1 (0:1) | Liberia             | Olympic Stadium, Nuakchot, Mauritania              |                                                    |
|                         | Brahim Ould Malha 79' |           | 28' Alioune N'Diaye | Asistencia: 15.000 espectadores Árbitro(s): Amadou | Asistencia: 15.000 espectadores Árbitro(s): Amadou |

| 13 de noviembre de 1994 | Túnez              | 1:1 (1:0) | Togo             | Estadio El Menzah, Túnez, Túnez                               |                                                               |
|                         | Ayadi Hamrouni 24' |           | 56' Wadja Latmay | Asistencia: 10.000 espectadores Árbitro(s): Gamal Al-Ghandour | Asistencia: 10.000 espectadores Árbitro(s): Gamal Al-Ghandour |

| 7 de enero de 1995 | Senegal | 0:0 (0:0) | Túnez | Stade Aline Sitoe Diatta, Ziguinchor, Senegal                   |  |
|                    |         |           |       | Asistencia: 12.000 espectadores Árbitro(s): Sidi Bekaye Magassa |  |

| 8 de enero de 1995 | Togo | 0:0 (0:0) | Mauritania | Estadio de Kégué, Lomé, Togo                                |  |
|                    |      |           |            | Asistencia: 8.000 espectadores Árbitro(s): Mamadouba Camara |  |

| 22 de enero de 1995 | Liberia             | 1:1 (1:0) | Senegal            | Samuel Kanyon Doe, Monrovia, Liberia                          |                                                               |
|                     | Jonathan Sogbie 22' |           | 83' Souleyman Sané | Asistencia: 45.000 espectadores Árbitro(s): Boubacar Alassane | Asistencia: 45.000 espectadores Árbitro(s): Boubacar Alassane |

| 29 de enero de 1995 | Túnez                    | 1:0 (0:0) | Mauritania | Stade Chedli Zouiten, Túnez, Túnez                         |                                                            |
|                     | Mohamed Ali Mahjoubi 67' |           |            | Asistencia: 4.000 espectadores Árbitro(s): Abderrezak Nems | Asistencia: 4.000 espectadores Árbitro(s): Abderrezak Nems |

| 10 de febrero de 1995 | Túnez | 0:0 (0:0) | Liberia | Stade Taïeb Mhiri, Sfax, Túnez                               |  |
|                       |       |           |         | Asistencia: 25.000 espectadores Árbitro(s): Mohamed Kouradji |  |

| 7 de abril de 1995 | Mauritania | 0:1 (0:1) | Senegal            | Olympic Stadium, Nuakchot, Mauritania                            |                                                                  |
|                    |            |           | 14' Mamadou Diallo | Asistencia: 8.000 espectadores Árbitro(s): Alain Gerard Milimono | Asistencia: 8.000 espectadores Árbitro(s): Alain Gerard Milimono |

| 9 de abril de 1995 | Togo | 0:0 (0:0) | Liberia | Estadio de Kégué, Lomé, Togo                            |  |
|                    |      |           |         | Asistencia: 15.000 espectadores Árbitro(s): Alhagi Faye |  |

| 22 de abril de 1995 | Senegal                                                         | 5:1 (2:1) | Togo             | Stade de l'Amitié, Dakar, Senegal                              |                                                                |
|                     | Mamadou Diallo 8' 60' · Moussa N'Daw 19' 86' · Amara Traoré 88' |           | 7' Ametoko Messa | Asistencia: 50.000 espectadores Árbitro(s): Lucien Bouchardeau | Asistencia: 50.000 espectadores Árbitro(s): Lucien Bouchardeau |

| 23 de abril de 1995 | Liberia          | 1:0 (0:0) | Túnez | Samuel Kanyon Doe, Monrovia, Liberia                            |                                                                 |
|                     | Charles Boye 64' |           |       | Asistencia: 35.000 espectadores Árbitro(s): Sidi Bekaye Magassa | Asistencia: 35.000 espectadores Árbitro(s): Sidi Bekaye Magassa |

| 4 de junio de 1995 | Liberia              | 2:0 (1:0) | Mauritania | Samuel Kanyon Doe, Monrovia, Liberia |                                 |
|                    | James Debbah 25' 67' |           |            | Asistencia: 45.000 espectadores      | Asistencia: 45.000 espectadores |

| 4 de junio de 1995 | Togo | 0:1 (0:1) | Túnez                    | Estadio de Kégué, Lomé, Togo   |                                |
|                    |      |           | 9' Abdelkader Ben Hassen | Asistencia: 5.000 espectadores | Asistencia: 5.000 espectadores |

| 14 de julio de 1995 | Mauritania                         | 2:1 (1:0) | Togo              | Olympic Stadium, Nuakchot, Mauritania |                                |
|                     | Ahmed Sidibé 12' · Magaye Wade 60' |           | 82' Ouadja Lantam | Asistencia: 6.000 espectadores        | Asistencia: 6.000 espectadores |

| 15 de julio de 1995 | Túnez                                                                 | 4:0 (0:0) | Senegal | Estadio El Menzah, Túnez, Túnez |                                 |
|                     | Hédi Berkhissa 47' 83' · Zoubeir Baya 56' · Abdelkader Ben Hassen 69' |           |         | Asistencia: 30.000 espectadores | Asistencia: 30.000 espectadores |

| 30 de julio de 1995 | Mauritania | 0:0 (0:0) | Túnez | Olympic Stadium, Nuakchot, Mauritania |  |
|                     |            |           |       | Asistencia: 12.000 espectadores       |  |

| 30 de julio de 1995 | Senegal                                   | 3:0 (1:0) | Liberia | Stade de l'Amitié, Dakar, Senegal |                                 |
|                     | Mamadou Diallo 40' 52' · Amara Traoré 80' |           |         | Asistencia: 20.000 espectadores   | Asistencia: 20.000 espectadores |

### Grupo 3
| País                     | J | G | E | P | GF | GC | GD | Pts |
| ------------------------ | - | - | - | - | -- | -- | -- | --- |
| Ghana                    | 4 | 3 | 0 | 1 | 9  | 3  | +6 | 6   |
| Sierra Leona             | 4 | 3 | 0 | 1 | 7  | 6  | +1 | 6   |
| Congo                    | 4 | 0 | 0 | 4 | 3  | 10 | -7 | 0   |
| Gambia                   | 0 | 0 | 0 | 0 | 0  | 0  | 0  | 0   |
| Níger                    | 0 | 0 | 0 | 0 | 0  | 0  | 0  | 0   |
| República Centroafricana | 0 | 0 | 0 | 0 | 0  | 0  | 0  | 0   |

### Detalle de partidos
| 4 de septiembre de 1994 | Ghana                                                                             | 4:1 (0:0) | Sierra Leona     | Estadio Ohene Djan, Acra, Ghana |  |
|                         | Kasula da Costa 55' · Emmanuel Duah 63' · Charles Akonnor 72' · Felix Aboagye 88' |           | 87' Lamin Conteh |                                 |  |

| 16 de octubre de 1994 | Sierra Leona                      | 3:2 (2:1) | Congo                                    | National Stadium, Freetown, Sierra Leona |                                |
|                       | Diallo 34' · Lamin Conteh 43' 53' |           | 33' Florent Baloki · 86' Charles Imboula | Asistencia: 6.500 espectadores           | Asistencia: 6.500 espectadores |

| 22 de enero de 1995 | Ghana                                                   | 3:1 (1:0) | Congo         | Estadio Ohene Djan, Acra, Ghana |                                 |
|                     | Augustine Ahinful 39' · Jean Mbélé 69' · Kwame Ayew 70' |           | 80' Oba Swing | Asistencia: 50.000 espectadores | Asistencia: 50.000 espectadores |

| 8 de abril de 1995 | Sierra Leona     | 1:0 (0:0) | Ghana | National Stadium, Freetown, Sierra Leona |                                 |
|                    | Lamin Conteh 77' |           |       | Asistencia: 50.000 espectadores          | Asistencia: 50.000 espectadores |

| 22 de abril de 1995 | Congo | 0:2 (0:0) | Sierra Leona                       | Estadio Alphonse Massemba, Brazzaville, Congo |                                 |
|                     |       |           | 54' Mohamed Kallon · 90' John Sama | Asistencia: 14.000 espectadores               | Asistencia: 14.000 espectadores |

| 30 de julio de 1995 | Congo | 0:2 (0:0) | Ghana                 | Estadio Alphonse Massemba, Brazzaville, Congo     |                                                   |
|                     |       |           | 57' 89' Felix Aboagye | Asistencia: 21.000 espectadores Árbitro(s): Pinto | Asistencia: 21.000 espectadores Árbitro(s): Pinto |

### Grupo 4
| País     | J  | G | E | P | GF | GC | GD  | Pts |
| -------- | -- | - | - | - | -- | -- | --- | --- |
| Egipto   | 10 | 6 | 3 | 1 | 24 | 5  | +19 | 15  |
| Argelia  | 10 | 4 | 5 | 1 | 12 | 7  | +5  | 13  |
| Uganda   | 10 | 3 | 4 | 3 | 11 | 16 | -5  | 10  |
| Tanzania | 10 | 4 | 0 | 6 | 14 | 15 | -1  | 8   |
| Sudán    | 10 | 3 | 2 | 5 | 10 | 14 | -4  | 8   |
| Etiopía  | 10 | 2 | 2 | 6 | 4  | 18 | -14 | 6   |

### Detalle de partidos
| 3 de septiembre de 1994 | Tanzania                                               | 4:0 (3:0) | Uganda | Uhuru Stadium, Dar es-Salam, Tanzania |  |
|                         | Salehe 5' · Edibilly Lunyamila 9' 88' · John Nteze 13' |           |        |                                       |  |

| 4 de septiembre de 1994 | Etiopía | 0:0 (0:0) | Argelia | Estadio Hailé Sélassié, Adís Abeba, Etiopía |  |
|                         |         |           |         | Árbitro(s): Felix Tangawarima               |  |

| 4 de septiembre de 1994 | Sudán | 0:0 (0:0) | Egipto | Estadio de Jartum, Jartum, Sudán    |  |
|                         |       |           |        | Árbitro(s): Sylvanus Anthony Oghina |  |

| 14 de octubre de 1994 | Argelia         | 1:1 (0:1) | Sudán           | Estadio 5 de julio de 1962, Argel, Argelia                   |                                                              |
|                       | Réda Zouani 64' |           | 11' Sabri Elhaj | Asistencia: 20.000 espectadores Árbitro(s): Miloud Bouchikhi | Asistencia: 20.000 espectadores Árbitro(s): Miloud Bouchikhi |

| 14 de octubre de 1994 | Egipto                                                                               | 5:1 (1:0) | Tanzania   | Internacional de El Cairo, El Cairo, Egipto |                                 |
|                       | Ahmed El-Kass 12' 52' · Walid Salah El-Din 64' · Hossam Hassan 82' · Islam Fathi 84' |           | 55' Tazali | Asistencia: 40.000 espectadores             | Asistencia: 40.000 espectadores |

| 15 de octubre de 1994 | Uganda                                                                             | 4:1 (0:1) | Etiopía        | Nakivubo Stadium, Kampala, Uganda |                                 |
|                       | Kigeto Mutyaba 55' · Fred Tamale 75' · Ibrahim Buwembo 79' · George Semogerere 84' |           | 21' Dhan Elias | Asistencia: 11.000 espectadores   | Asistencia: 11.000 espectadores |

| 11 de noviembre de 1994 | Egipto                                                                                       | 5:0 (3:0) | Etiopía | Internacional de El Cairo, El Cairo, Egipto |                                 |
|                         | Hossam Hassan 24' 36' · Abdel Sattar Sabry 30' · Walid Salah El-Din 56' · Haytham Farouk 57' |           |         | Asistencia: 30.000 espectadores             | Asistencia: 30.000 espectadores |

| 12 de noviembre de 1994 | Tanzania                  | 2:0 (1:0) | Sudán | Uhuru Stadium, Dar es-Salaam, Tanzania |                                 |
|                         | Madaraka Selemani 26' 61' |           |       | Asistencia: 20.000 espectadores        | Asistencia: 20.000 espectadores |

| 12 de noviembre de 1994 | Uganda                | 1:1 (0:1) | Argelia                 | Nakivubo Stadium, Kampala, Uganda                         |                                                           |
|                         | George Semogerere 70' |           | 43' Abdelhafid Tasfaout | Asistencia: 25.000 espectadores Árbitro(s): Bruce Mayhola | Asistencia: 25.000 espectadores Árbitro(s): Bruce Mayhola |

| 8 de enero de 1995 | Argelia          | 1:0 (1:0) | Egipto | Estadio 5 de julio de 1962, Argel, Argelia               |                                                          |
|                    | Billel Dziri 16' |           |        | Asistencia: 60.000 espectadores Árbitro(s): Falla N'Doye | Asistencia: 60.000 espectadores Árbitro(s): Falla N'Doye |

| 8 de enero de 1995 | Etiopía         | 1:0 (1:0) | Tanzania | Estadio Hailé Sélassié, Adís Abeba, Etiopía                      |                                                                  |
|                    | Elias Juhar 33' |           |          | Asistencia: 33.000 espectadores Árbitro(s): Charles Baku Ndukize | Asistencia: 33.000 espectadores Árbitro(s): Charles Baku Ndukize |

| 8 de enero de 1995 | Sudán                                         | 3:1 (2:1) | Uganda           | Estadio Al Merreikh, Omdurmán, Sudán                       |                                                            |
|                    | Nemairi Ahmed Saeed 9' 34' · Amir Mustafa 81' |           | 22' Majid Musisi | Asistencia: 8.000 espectadores Árbitro(s): Ladoual Hissein | Asistencia: 8.000 espectadores Árbitro(s): Ladoual Hissein |

| 21 de enero de 1995 | Tanzania                                        | 2:1 (1:1) | Argelia             | Uhuru Stadium, Dar es-Salam, Tanzania                          |                                                                |
|                     | Juma Bakari Kidishi 37' · Madaraka Selemani 66' |           | 13' Kamel Kaci-Saïd | Asistencia: 20.000 espectadores Árbitro(s): Martin Omondi Bita | Asistencia: 20.000 espectadores Árbitro(s): Martin Omondi Bita |

| 21 de enero de 1995 | Uganda | 0:0 (0:0) | Egipto | Nakivubo Stadium, Kampala, Uganda |  |
|                     |        |           |        | Asistencia: 10.000 espectadores   |  |

| 22 de enero de 1995 | Etiopía                 | 2:0 (1:0) | Sudán | Estadio Hailé Sélassié, Adís Abeba, Etiopía           |                                                       |
|                     | Kebede 4' · Sessaye 71' |           |       | Asistencia: 8.000 espectadores Árbitro(s): Omer Yengo | Asistencia: 8.000 espectadores Árbitro(s): Omer Yengo |

| 7 de abril de 1995 | Argelia                     | 2:0 (2:0) | Etiopía | Estadio 5 de julio de 1962, Argel, Argelia                |                                                           |
|                    | Abdelhafid Tasfaout 17' 31' |           |         | Asistencia: 25.000 espectadores Árbitro(s): Mahmoud Hosni | Asistencia: 25.000 espectadores Árbitro(s): Mahmoud Hosni |

| 7 de abril de 1995 | Egipto                                                             | 3:1 (1:0) | Sudan            | Estadio de Alejandría, Alejandría, Egipto                |                                                          |
|                    | Mahmoud Aboul-Dahab 10' · Abdullah El-Sawy 70' · Ahmed El-Kass 88' |           | 71' Edward Jildo | Asistencia: 35.000 espectadores Árbitro(s): Said Belqola | Asistencia: 35.000 espectadores Árbitro(s): Said Belqola |

| 8 de abril de 1995 | Uganda                                  | 2:0 (2:0) | Tanzania | Nakivubo Stadium, Kampala, Uganda |                                 |
|                    | Phillip Obwiny 30' · Kigeto Mutyaba 38' |           |          | Asistencia: 25.000 espectadores   | Asistencia: 25.000 espectadores |

| 22 de abril de 1995 | Tanzania              | 1:2 (0:1) | Egipto                      | Uhuru Stadium, Dar es-Salam, Tanzania |                                 |
|                     | Madaraka Selemani 89' |           | 27' 68' Mahmoud Aboul-Dahab | Asistencia: 35.000 espectadores       | Asistencia: 35.000 espectadores |

| 23 de abril de 1995 | Etiopía | 0:0 (0:0) | Uganda | Estadio Hailé Sélassié, Adís Abeba, Etiopía               |  |
|                     |         |           |        | Asistencia: 30.000 espectadores Árbitro(s): Beneah Abogno |  |

| 24 de abril de 1995                                         | Sudan                             | 2:0 (1:0) Resultado original 0:2 Resultado otorgado | Argelia | Estadio Al-Hilal, Omdurmán, Sudán                                   |                                                                     |
|                                                             | Babiker Elhilou 22' · Khogali 74' |                                                     |         | Asistencia: 30.000 espectadores Árbitro(s): Abdulsattar Abdulfattah | Asistencia: 30.000 espectadores Árbitro(s): Abdulsattar Abdulfattah |
| Partido adjudicado 2-0 a Argelia tras protesta ante la CAF. |                                   |                                                     |         |                                                                     |                                                                     |

| 2 de junio de 1995 | Argelia                 | 1:1 (1:0) | Uganda             | Estadio 5 de julio de 1962, Argel, Argelia                       |                                                                  |
|                    | Abdelhafid Tasfaout 16' |           | 76' Kigeto Mutyaba | Asistencia: 40.000 espectadores Árbitro(s): Abdelaziz Bellaftouh | Asistencia: 40.000 espectadores Árbitro(s): Abdelaziz Bellaftouh |

| 3 de junio de 1995 | Sudan                              | 2:1 (1:1) | Tanzania       | Estadio Al-Hilal, Omdurmán, Sudán |                                 |
|                    | Zahir Markaz 13' · Anas Elnour 60' |           | 36' John Nteze | Asistencia: 15.000 espectadores   | Asistencia: 15.000 espectadores |

| 4 de junio de 1995 | Etiopía | 0:2 (0:2) | Egipto                                     | Estadio Hailé Sélassié, Adís Abeba, Etiopía                |                                                            |
|                    |         |           | 7' Mahmoud Aboul-Dahab · 38' Hady Khashaba | Asistencia: 30.000 espectadores Árbitro(s): Badibake Cinji | Asistencia: 30.000 espectadores Árbitro(s): Badibake Cinji |

| 14 de julio de 1995 | Egipto               | 1:1 (0:1) | Argelia             | Internacional de El Cairo, El Cairo, Egipto |                                  |
|                     | Ibrahim El-Masry 61' |           | 42' Kamel Kaci-Saïd | Asistencia: 100.000 espectadores            | Asistencia: 100.000 espectadores |

| 15 de julio de 1995 | Tanzania                                    | 2:0 (2:0) | Etiopía | Uhuru Stadium, Dar es-Salam, Tanzania |                                 |
|                     | Mohamed Hussein 8' · Edibilly Lunyamila 11' |           |         | Asistencia: 10.000 espectadores       | Asistencia: 10.000 espectadores |

| 15 de julio de 1995 | Uganda                                        | 2:0 (0:0) | Sudan | Nakivubo Stadium, Kampala, Uganda |                                 |
|                     | George Semogerere 71' · Augustine Barigye 74' |           |       | Asistencia: 25.000 espectadores   | Asistencia: 25.000 espectadores |

| 30 de julio de 1995 | Argelia                                 | 2:1 (1:1) | Tanzania            | Estadio 5 de julio de 1962, Argel, Argelia                |                                                           |
|                     | Hussein Marsha 29' · Rezki Amrouche 59' |           | 21' Mohamed Hussein | Asistencia: 45.000 espectadores Árbitro(s): Mahmoud Hosni | Asistencia: 45.000 espectadores Árbitro(s): Mahmoud Hosni |

| 30 de julio de 1995 | Egipto                                                                              | 6:0 (4:0) | Uganda | Estadio de Alejandría, Alejandría, Egipto                         |                                                                   |
|                     | Ahmed El-Kass 4' 65' 73' · Abdel Sattar Sabry 8' 43' · Mohamed Salah Abo Gresha 36' |           |        | Asistencia: 50.000 espectadores Árbitro(s): Cherif Boubacar Mbaye | Asistencia: 50.000 espectadores Árbitro(s): Cherif Boubacar Mbaye |

| 30 de julio de 1995 | Sudan                                                    | 3:0 (2:0) | Etiopía | Estadio Al-Hilal, Omdurmán, Sudán |  |
|                     | Muntasir Elzaki 15' · Edward Jildo 36' · Essam Osman 52' |           |         |                                   |  |

### Grupo 5
| País       | J | G | E | P | GF | GC | GD  | Pts |
| ---------- | - | - | - | - | -- | -- | --- | --- |
| Gabón      | 4 | 3 | 0 | 1 | 8  | 2  | +6  | 6   |
| Zambia     | 4 | 3 | 0 | 1 | 7  | 2  | +5  | 6   |
| Mauricio   | 4 | 0 | 0 | 4 | 0  | 11 | -11 | 0   |
| Madagascar | 0 | 0 | 0 | 0 | 0  | 0  | 0   | 0   |
| Seychelles | 0 | 0 | 0 | 0 | 0  | 0  | 0   | 0   |
| Kenia      | 0 | 0 | 0 | 0 | 0  | 0  | 0   | 0   |

### Detalle de partidos
| 13 de noviembre de 1994 | Gabón                                                           | 3:0 (2:0) | Mauricio | Stade Omnisports, Libreville, Gabón |                                 |
|                         | François Amégasse 26' · Aurelien Bekogo 28' · Brice Mackaya 64' |           |          | Asistencia: 25.000 espectadores     | Asistencia: 25.000 espectadores |

| 20 de noviembre de 1994 | Gabón                                  | 2:1 (0:0) | Zambia              | Stade Omnisports, Libreville, Gabón                          |                                                              |
|                         | Valéry Ondo 60' · Guy Roger Nzamba 73' |           | 89' Witson Nyirenda | Asistencia: 20.000 espectadores Árbitro(s): Emmanuel Obafemi | Asistencia: 20.000 espectadores Árbitro(s): Emmanuel Obafemi |

| 9 de enero de 1995 | Mauricio | 0:3 (0:1) | Zambia                                      | Estadio George V, Curepipe, Mauricio              |                                                   |
|                    |          |           | 32' 87' Kalusha Bwalya · 76' Johnson Bwalya | Asistencia: 34.000 espectadores Árbitro(s): Pinto | Asistencia: 34.000 espectadores Árbitro(s): Pinto |

| 8 de abril de 1995 | Zambia             | 1:0 (0:0) | Gabón | Independence Stadium, Lusaka, Zambia |                                 |
|                    | Kalusha Bwalya 83' |           |       | Asistencia: 40.000 espectadores      | Asistencia: 40.000 espectadores |

| 4 de junio de 1995 | Mauricio | 0:3 (0:1) | Gabón                                   | Estadio George V, Curepipe, Mauricio                       |                                                            |
|                    |          |           | 42' Brice Mackaya · 47' 88' Valéry Ondo | Asistencia: 28.000 espectadores Árbitro(s): Robin Williams | Asistencia: 28.000 espectadores Árbitro(s): Robin Williams |

| 15 de julio de 1995 | Zambia                               | 2:0 (0:0) | Mauricio | Independence Stadium, Lusaka, Zambia |                                 |
|                     | Dennis Lota 57' · Johnson Bwalya 72' |           |          | Asistencia: 35.000 espectadores      | Asistencia: 35.000 espectadores |

### Grupo 6
| País       | J  | G | E | P | GF | GC | GD  | Pts |
| ---------- | -- | - | - | - | -- | -- | --- | --- |
| Angola     | 10 | 7 | 0 | 3 | 17 | 8  | +9  | 14  |
| Mozambique | 10 | 6 | 2 | 2 | 16 | 8  | +8  | 14  |
| Guinea     | 10 | 5 | 2 | 3 | 17 | 9  | +8  | 12  |
| Malí       | 10 | 5 | 1 | 4 | 15 | 10 | +5  | 11  |
| Namibia    | 10 | 1 | 5 | 4 | 8  | 16 | -8  | 7   |
| Botsuana   | 10 | 0 | 2 | 8 | 5  | 27 | -22 | 2   |

### Detalle de partidos
| 4 de septiembre de 1994 | Angola                          | 2:0 (2:0) | Namibia | Estádio da Cidadela, Luanda, Angola |  |
|                         | Túbia Ribeiro 6' · Merodack 40' |           |         |                                     |  |

| 4 de septiembre de 1994 | Botsuana | 0:1 (0:0) | Guinea          | National Stadium, Gaborone, Botsuana |  |
|                         |          |           | 89' Titi Camara |                                      |  |

| 4 de septiembre de 1994 | Malí                  | 2:1 (2:0) | Mozambique              | Estadio Modibo Keïta, Bamako, Malí |                              |
|                         | Modibo Sidibé 20' 30' |           | 69' Sergio Matola Faifa | Árbitro(s): Mohamed Belahmer       | Árbitro(s): Mohamed Belahmer |

| 15 de octubre de 1994 | Namibia                                   | 2:1 (1:0) | Malí                 | Independence Stadium, Windhoek, Namibia |                                |
|                       | Silvester Goraseb 40' · Ruben Van Wyk 57' |           | 89' Soumailia Traoré | Asistencia: 7.000 espectadores          | Asistencia: 7.000 espectadores |

| 16 de octubre de 1994 | Guinea                                 | 3:1 (2:0) | Angola                        | Estadio 28 de Septiembre, Conakri, Guinea                     |                                                               |
|                       | Ousmane Soumah 6' 59' · Titi Camara 9' |           | 69' Martinho Joaquim Castella | Asistencia: 12.000 espectadores Árbitro(s): Boubacar Alassane | Asistencia: 12.000 espectadores Árbitro(s): Boubacar Alassane |

| 16 de octubre de 1994 | Mozambique                | 3:1 (2:0) | Botsuana          | Estadio de Machava, Maputo, Mozambique                            |                                                                   |
|                       | Arnaldo Ouana 34' 39' 73' |           | 74' Oliver Pikati | Asistencia: 9.000 espectadores Árbitro(s): Roger Milson Raharison | Asistencia: 9.000 espectadores Árbitro(s): Roger Milson Raharison |

| 30 de octubre de 1994 | Malí                                        | 2:0 (1:0) | Guinea | Estadio Modibo Keïta, Bamako, Malí                     |                                                        |
|                       | Bassala Touré 45' · Amadou Pathé Diallo 75' |           |        | Asistencia: 30.000 espectadores Árbitro(s): Omer Yengo | Asistencia: 30.000 espectadores Árbitro(s): Omer Yengo |

| 13 de noviembre de 1994 | Malí | 0:0 (0:0) | Angola | Estadio Modibo Keïta, Bamako, Malí                        |  |
|                         |      |           |        | Asistencia: 20.000 espectadores Árbitro(s): Malick Sillan |  |

| 13 de noviembre de 1994 | Mozambique                        | 2:1 (0:1) | Guinea            | Estadio de Machava, Maputo, Mozambique                    |                                                           |
|                         | Tchaka-Tchaka 64' · Tico-Tico 89' |           | 20' Mohamed Sylla | Asistencia: 50.000 espectadores Árbitro(s): Wilbert Onath | Asistencia: 50.000 espectadores Árbitro(s): Wilbert Onath |

| 13 de noviembre de 1994 | Namibia           | 1:1 (0:1) | Botsuana           | Independence Stadium, Windhoek, Namibia |                                |
|                         | Ruben Van Wyk 89' |           | 25' Boikago Modise | Asistencia: 5.000 espectadores          | Asistencia: 5.000 espectadores |

| 7 de enero de 1995 | Botsuana             | 1:3 (0:3) | Malí                                       | National Stadium, Gaborone, Botsuana |                            |
|                    | Itumeleng Duiker 75' |           | 5' Bassala Touré · 18' 26' Djibril Diawara | Árbitro(s): Wallace Mabuza           | Árbitro(s): Wallace Mabuza |

| 8 de enero de 1995 | Angola            | 1:0 (1:0) | Mozambique | Estádio da Cidadela, Luanda, Angola |  |
|                    | Túbia Ribeiro 19' |           |            |                                     |  |

| 8 de enero de 1995 | Guinea                                                       | 3:0 (0:0) | Namibia | Estadio 28 de Septiembre, Conakri, Guinea |                               |
|                    | Abdoul Camara 62' · Abdoul Salam Sow 69' · Mohamed Sylla 88' |           |         | Árbitro(s): Emmanuel Okoampah             | Árbitro(s): Emmanuel Okoampah |

| 22 de enero de 1995 | Botsuana            | 1:2 (1:0) | Angola         | National Stadium, Gaborone, Botsuana |                                 |
|                     | Keitumetse Paul 44' |           | 55' 63' Paulão | Asistencia: 10.000 espectadores      | Asistencia: 10.000 espectadores |

| 22 de enero de 1995 | Mozambique                                     | 4:2 (2:0) | Namibia                                  | Estadio de Machava, Maputo, Mozambique                      |                                                             |
|                     | Nuro Tualibudane Amino 6' 30' 90' · Eurico 68' |           | 72' Ewald Hoeseb · 90' Paul Boonstaander | Asistencia: 22.000 espectadores Árbitro(s): Jugdish Kisoona | Asistencia: 22.000 espectadores Árbitro(s): Jugdish Kisoona |

| 9 de abril de 1995 | Namibia                                   | 2:2 (1:1) | Angola                    | Independence Stadium, Windhoek, Namibia |                                |
|                    | Lucky Richter 11' · Silvester Goraseb 61' |           | 8' Paulão · 76' Quinzinho | Asistencia: 5.000 espectadores          | Asistencia: 5.000 espectadores |

| 9 de abril de 1995 | Guinea                                                                            | 5:0 (2:0) | Botsuana | Estadio 28 de Septiembre, Conakri, Guinea                  |                                                            |
|                    | Fodé Camara 6' 10' · Mohamed Sylla 54' · Taifour Diané 60' · Abdoul Salam Sow 88' |           |          | Asistencia: 50.000 espectadores Árbitro(s): Sackie Kennedy | Asistencia: 50.000 espectadores Árbitro(s): Sackie Kennedy |

| 9 de abril de 1995 | Mozambique          | 1:0 (1:0) | Mali | Estadio de Machava, Maputo, Mozambique                          |                                                                 |
|                    | Chiquinho Conde 44' |           |      | Asistencia: 40.000 espectadores Árbitro(s): Pradeep Kumar Sohan | Asistencia: 40.000 espectadores Árbitro(s): Pradeep Kumar Sohan |

| 23 de abril de 1995 | Angola                              | 3:0 (0:0) | Guinea | Estádio da Cidadela, Luanda, Angola |                                 |
|                     | Fabrice Maieco 48' 75' · Paulão 55' |           |        | Asistencia: 22.000 espectadores     | Asistencia: 22.000 espectadores |

| 23 de abril de 1995 | Botsuana | 0:3 (0:1) | Mozambique                                           | National Stadium, Gaborone, Botsuana |                                 |
|                     |          |           | 15' 53' Chiquinho Conde · 69' Nuro Tualibudane Amino | Asistencia: 15.000 espectadores      | Asistencia: 15.000 espectadores |

| 23 de abril de 1995 | Mali                                            | 2:0 (1:0) | Namibia | Estadio Modibo Keïta, Bamako, Malí                         |                                                            |
|                     | Modibo Sidibé 16' · Abdoul Karim Magassouba 66' |           |         | Asistencia: 30.000 espectadores Árbitro(s): Bruce Kouahlin | Asistencia: 30.000 espectadores Árbitro(s): Bruce Kouahlin |

| 4 de junio de 1995 | Angola             | 1:0 (1:0) | Mali | Estádio da Cidadela, Luanda, Angola                   |                                                       |
|                    | Fabrice Maieco 28' |           |      | Asistencia: 80.000 espectadores Árbitro(s): Amuam Aka | Asistencia: 80.000 espectadores Árbitro(s): Amuam Aka |

| 4 de junio de 1995 | Botsuana            | 1:1 (1:1) | Namibia           | National Stadium, Gaborone, Botsuana |                                |
|                    | Magomtosi Dintle 5' |           | 18' Frans Ananias | Asistencia: 2.000 espectadores       | Asistencia: 2.000 espectadores |

| 4 de junio de 1995 | Guinea | 0:0 (0:0) | Mozambique | Estadio 28 de Septiembre, Conakri, Guinea |  |
|                    |        |           |            | Asistencia: 60.000 espectadores           |  |

| 16 de julio de 1995 | Mali                                                                    | 4:0 (1:0) | Botsuana | Estadio Modibo Keïta, Bamako, Malí                       |                                                          |
|                     | Djibril Diawara 12' 50' · Seydou Lamine Traoré 46' · Oumar Bagayogo 85' |           |          | Asistencia: 20.000 espectadores Árbitro(s): Ahmed Jalloh | Asistencia: 20.000 espectadores Árbitro(s): Ahmed Jalloh |

| 16 de julio de 1995 | Mozambique                            | 2:1 (1:0) | Angola     | Estadio de Machava, Maputo, Mozambique                       |                                                              |
|                     | Sérgio Faife 15' · Emanuel Matola 46' |           | 75' Paulão | Asistencia: 50.000 espectadores Árbitro(s): Mady Kanoso Bora | Asistencia: 50.000 espectadores Árbitro(s): Mady Kanoso Bora |

| 16 de julio de 1995 | Namibia | 0:0 (0:0) | Guinea | Independence Stadium, Windhoek, Namibia |  |
|                     |         |           |        | Asistencia: 2.000 espectadores          |  |

| 30 de julio de 1995 | Angola                                | 4:0 (3:0) | Botsuana | Estádio da Cidadela, Luanda, Angola |                                 |
|                     | Joni 1' 9' · Rosário 43' · Paulão 50' |           |          | Asistencia: 25.000 espectadores     | Asistencia: 25.000 espectadores |

| 30 de julio de 1995 | Guinea                                                     | 4:1 (2:1) | Mali                | Estadio 28 de Septiembre, Conakri, Guinea |                                 |
|                     | Titi Camara 28' 45' · Abdoul Salam Sow 65' · Mo Camara 87' |           | 13' Djibril Diawara | Asistencia: 20.000 espectadores           | Asistencia: 20.000 espectadores |

| 30 de julio de 1995 | Namibia | 0:0 (0:0) | Mozambique | Independence Stadium, Windhoek, Namibia                        |  |
|                     |         |           |            | Asistencia: 10.000 espectadores Árbitro(s): Joel Dwarf Mondoka |  |

### Grupo 7
| País              | J | G | E | P | GF | GC | GD | Pts |
| ----------------- | - | - | - | - | -- | -- | -- | --- |
| Burkina Faso      | 4 | 1 | 3 | 0 | 5  | 4  | +1 | 5   |
| Costa de Marfil   | 4 | 1 | 2 | 1 | 5  | 4  | +1 | 4   |
| Marruecos         | 4 | 1 | 1 | 2 | 2  | 4  | -2 | 3   |
| Benín             | 0 | 0 | 0 | 0 | 0  | 0  | 0  | 0   |
| Cabo Verde        | 0 | 0 | 0 | 0 | 0  | 0  | 0  | 0   |
| Guinea Ecuatorial | 0 | 0 | 0 | 0 | 0  | 0  | 0  | 0   |

### Detalle de partidos
| 4 de septiembre de 1994 | Burkina Faso                                       | 2:1 (0:1) | Marruecos           | Estadio del 4 de Agosto, Uagadugú, Burkina Faso |                          |
|                         | Aboubakari Ouédraogo 49' · Aboubakari Ouattara 68' |           | 32' Tahar El Khalej | Árbitro(s): Idrissa Sarr                        | Árbitro(s): Idrissa Sarr |

| 13 de noviembre de 1994 | Marruecos        | 1:0 (1:0) | Costa de Marfil | Estadio Mohammed V, Casablanca, Marruecos |                                 |
|                         | Hassan Nader 15' |           |                 | Asistencia: 12.000 espectadores           | Asistencia: 12.000 espectadores |

| 22 de enero de 1995 | Costa de Marfil   | 2:2 (2:0) | Burkina Faso                       | Estadio Houphouët-Boigny, Abiyán, Costa de Marfil |                                 |
|                     | Joël Tiehi 7' 43' |           | 50' Sidi Nafou · 80' Seydou Traoré | Asistencia: 20.000 espectadores                   | Asistencia: 20.000 espectadores |

| 9 de abril de 1995 | Marruecos | 0:0 (0:0) | Burkina Faso | Estadio Moulay Abdellah, Rabat, Marruecos |  |
|                    |           |           |              | Asistencia: 45.000 espectadores           |  |

| 4 de junio de 1995 | Costa de Marfil                  | 2:0 (1:0) | Marruecos | Estadio Houphouët-Boigny, Abiyán, Costa de Marfil          |                                                            |
|                    | Joël Tiehi 19' · Sékou Bamba 65' |           |           | Asistencia: 45.000 espectadores Árbitro(s): Békaye Magassa | Asistencia: 45.000 espectadores Árbitro(s): Békaye Magassa |

| 30 de julio de 1995 | Burkina Faso            | 1:1 (1:0) | Costa de Marfil | Estadio del 4 de Agosto, Uagadugú, Burkina Faso               |                                                               |
|                     | Aboubakari Ouattara 22' |           | 64' Joël Tiehi  | Asistencia: 40.000 espectadores Árbitro(s): Olufunmi Olaniyan | Asistencia: 40.000 espectadores Árbitro(s): Olufunmi Olaniyan |